# شذونة
شِذُونَة أو شِدُونة (بالإسبانية: Medina-Sidonia) هي إحدى مدن مقاطعة قادس، التي تقع في منطقة الأندلس جنوب إسبانيا. بلغ عدد سكانها 10.770 نسمة وفقاً لإحصائية سنة (2002).